# Bolsjeretsjecultuur
De Bolsjeretsjecultuur (Russisch: Большереченская культура) is een archeologische cultuur uit de overgangsperiode van de bronstijd tot de vroege ijzertijd in Rusland, op de rechteroever van de Boven-Ob,  gedateerd in de 8e-6e eeuw v.Chr. De cultuur werd voor het eerst beschreven in 1956 door Michail Grjaznov. 

## Geschiedenis van het onderzoek
De cultuur is vernoemd naar een veldnaam in het Blizjnije Jelbany-gebied, nabij het dorp Tsjaoezovo in de kraj Altaj. De site werd in 1896 onderzocht door Nikolaj Goeljajev.
In 1946-49 voerde Grjaznov grootschalige opgravingen uit. Hij verdeelde de cultuur in drie fasen: Bolsjeretsje (7e-6e eeuw v.Chr.), Biejsk (5e-3e eeuw v.Chr.) en Berezovski (2e-1e eeuw v.Chr.). De Novosibirskse wetenschappers Tatjana Troitskaja en Andrej Borodovski verdeelden het in twee fasen: Biejsk (6e - begin 4e eeuw v.Chr.) en Berezovski (eind 4e - 1e eeuw v.Chr.). 
Barnaoelse archeologen dateerden de Bolsjeretsjecultuur in de 8e-6e eeuw v.Chr., en namen aan dat het op een later tijdstip werd vervangen door de Staroalejkacultuur (die er de sterkste banden mee heeft), Kamencultuur en Bystrjankacultuur (die verschillen in een aantal kenmerken in de begrafenisritus, aardewerk en herkomst).
De Bolsjeretsjecultuur maakte deel uit van de culturen van de Scythisch-Siberische culturele en historische gemeenschap, maar had haar eigenheden: de afwezigheid van heuvelforten, een eigen versiering van het aardewerk, en een overwicht van banden met de Saken en Wusun. Er zijn meer dan 80 sites bekend.

## Huisvesting en economie
Alle nederzettingen van de Bolsjeretsjecultuur bevonden zich in het Ob-riviersysteem en het Priobski-bosgebied, het overgrote deel daarvan aan de rechteroever van de Ob. De nederzettingen bevonden zich op kapen van rivierterrassen of in de riviervlakte zelf en hadden geen verdedigingswerken. Uitzonderingen zijn drie nederzettingen op de linkeroever van de Ob, die wel duidelijke vestingwerken hadden.
De woningen waren semi-ondergronds met houten muren en een schilddak, en een haard in het midden of nabij de muur, en hadden een oppervlakte van 12 tot 60 m2.
De economie was gemengd, gebaseerd op veeteelt met overwegend rundvee. Er werden ook paarden en kleinvee gefokt. Voor de dieren werd hooi geoogst voor de winter, waarbij de onderkaken van paarden of koeien als sikkel werden gebruikt. Op plaatsen met een ondiep sneeuwdek konden paarden foerageren met een tebenjovka. Ze hielden zich ook bezig met jacht en visserij. De belangrijkste jachtprooien waren elanden en edelherten. In vergelijking met de Irmencultuur was het belang van de jacht toegenomen.
Stenen en botten schoffels en graanraspen getuigen mogelijk van landbouw. De ontwikkeling van de landbouw werd echter belemmerd door een tekort aan geschikte grond: de uiterwaarden werden regelmatig overspoeld, en het land op de terrassen was bebost.
Thuis bronsgieten werd ontwikkeld. Van brons werden voorwerpen voor het dagelijks leven en sieraden gemaakt.

## Aardewerk, gereedschappen en wapens
Het aardewerk bestond uit schalen en potten met eivormige lichamen, en halfbolvormige schalen en potten. Aardwerkschalen waren langs de bovenkant van het lichaam en de onderkant versierd met druppelvormen, putjes, inkepingen, kruisstempels, festoenen enz.; Er werden ook schalen van hout en berkenbast gebruikt. Uit bot werden pijlpunten, pantserplaten, wangstukken, spindels en  kammen gemaakt; van brons: messen, stenen dissels, dolken, pijlpunten en speren, krijgshamers, sieraden (haarspelden, bellen met sleuven, oorbellen, hangers, kralen). Er zijn weinig ijzerproducten.

## Begrafenissen
De begrafenissen vonden plaats in grafvelden. De graven werden bedekt met balken. De overledenen laggen in een gehurkte positie op hun rechterzij of op hun rug, met hun hoofd naar het zuidwesten. Begeleidende grafgiften waren bronzen en ijzeren wapens, juwelen, aardewerk en vleeswaren.